# Burgruine Castell
Die aus dem 12. Jahrhundert stammende Burgruine Castell liegt in der Gemeinde Tägerwilen im schweizerischen Kanton Thurgau, östlich von Schloss Castell. Sie ist eine der grössten mittelalterlichen Wehranlagen im Bodenseeraum.

## Geschichte

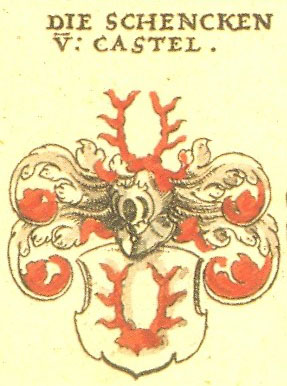
Wappen der Schenk von Castell

Östlich von Schloss Castell, getrennt durch eine Bachschlucht, stehen die Ruinen der aus dem 12. Jahrhundert stammenden Burg Castell. Zur besseren Unterscheidung vom Schloss wird die Burg auch als Unter-Castell bezeichnet. Mit 120 Metern Länge und 30 Metern Breite ist sie eine der grössten mittelalterlichen Wehranlagen im Bodenseeraum.
Die Burg wurde um das Jahr 1120 vom Konstanzer Bischof Ulrich I. von Kyburg-Dillingen (amtierend 1111–1127) als erste Höhenburg der Konstanzer Bischöfe im unmittelbaren Vorfeld der Stadt errichtet. Sie lag nur wenige Kilometer südwestlich von Konstanz am Abhang des Seerückens an der alten Strasse, die von Zürich und Pfyn nach Konstanz führte. Wahrscheinlich wollte Ulrich für sich und seine Nachfolger einen wehrhaften Sitz ausserhalb von Konstanz schaffen, um in Krisenzeiten weniger vom Wohlwollen der Konstanzer Bürger abhängig zu sein. Dafür, dass die Burg Castell tatsächlich eine zweite Residenz werden sollte, spricht auch der Umstand, dass zwei übereinander liegende Burgkapellen mit getäfelten Decken eingebaut wurden.
Der Nachfolger Ulrichs I., Bischof Ulrich II. von Konstanz (amtierend 1127–1138), soll die Burg bereits 1128 zerstört haben. Der Grund dafür war sein Streit mit Graf Rudolf von Bregenz. Ulrich II. wollte verhindern, dass die Burg bei einer möglichen Belagerung von Konstanz durch Graf Rudolf diesem als Rückhalt hätte dienen können.
Die Burg muss schon bald darauf wieder aufgebaut worden sein, da sie während des 12. und 13. Jahrhunderts als Sitz der Ministerialen Schenk von Castell diente. Diesen folgten in der zweiten Hälfte des 13. Jahrhunderts verschiedene Geschlechter, bis der Konstanzer Bischof Heinrich III. von Brandis (amtierend 1357–1383) die Burg und die dazugehörenden Bauernhöfe und Grundstücke an den Konstanzer Bürger Stephan von Roggwil verpfänden musste. Erst 1453 konnte Bischof Heinrich IV. von Hewen (amtierend 1436–1462) das Pfand wieder auflösen. Die Burg wurde während des Schwabenkrieges 1499 von den Eidgenossen zerstört und ist seither eine Ruine.
Die Ruine wurde wohl in der zweiten Hälfte des 19. Jahrhunderts ein erstes Mal saniert. Dabei baute man wahrscheinlich auch den West- zu einem Aussichtsturm aus. Urheber war möglicherweise Baron Max von Scherer, der Ende des 19. Jahrhunderts umfangreiche Bauarbeiten am Schloss Castell durchführen liess. Mit seinem Tod 1901 ging die Burg mit dem Schloss in den Besitz der Familie von Stockar über.
Die Ruine wurde in den Jahren 2007/2008 umfassend archäologisch untersucht, restauriert und der Öffentlichkeit zugänglich gemacht. Das Projekt wurde von dem Thurgauer Amt für Archäologie, der Gemeinde Tägerwilen und der Familie von Stockar getragen.

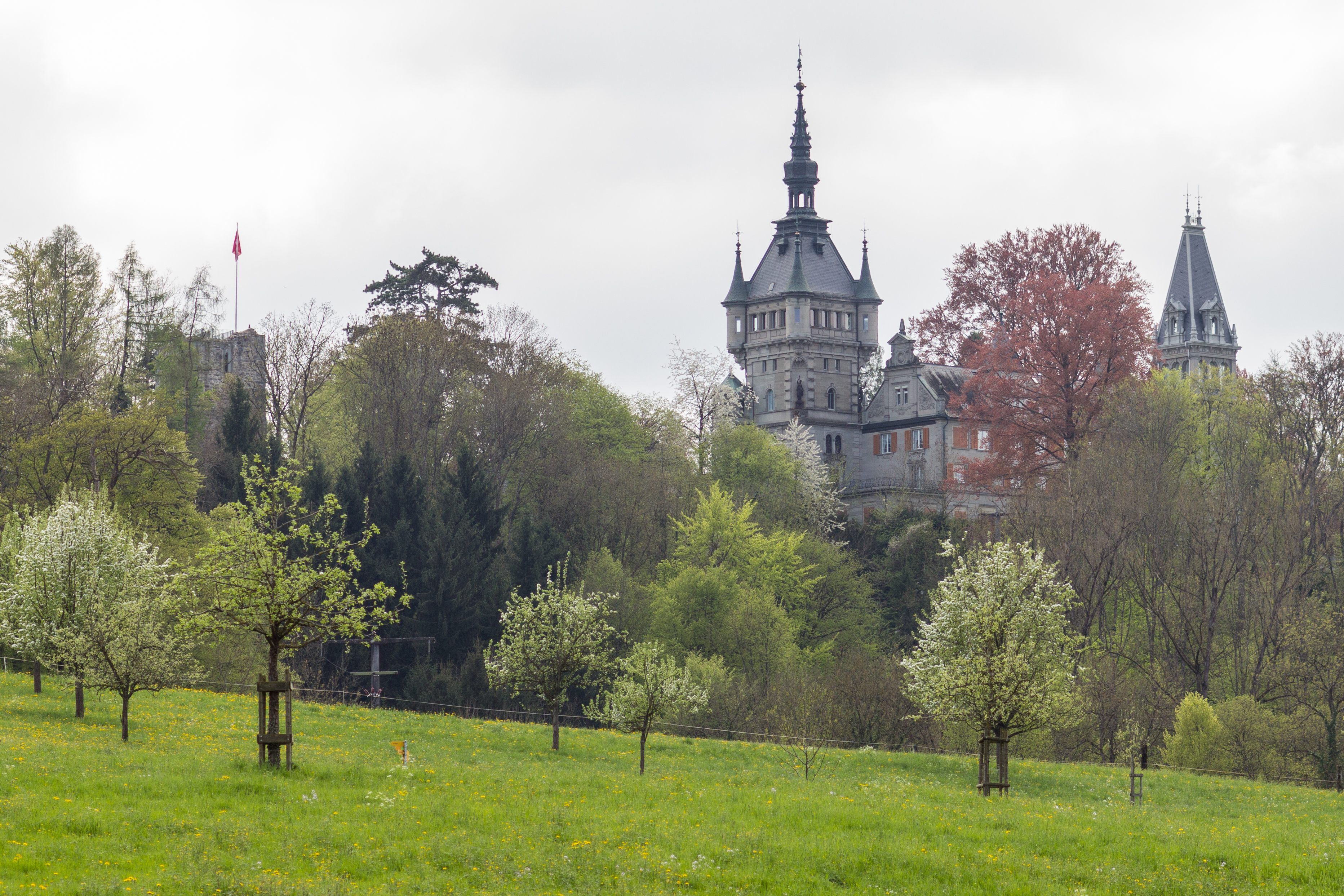
Schloss und Burgruine, links
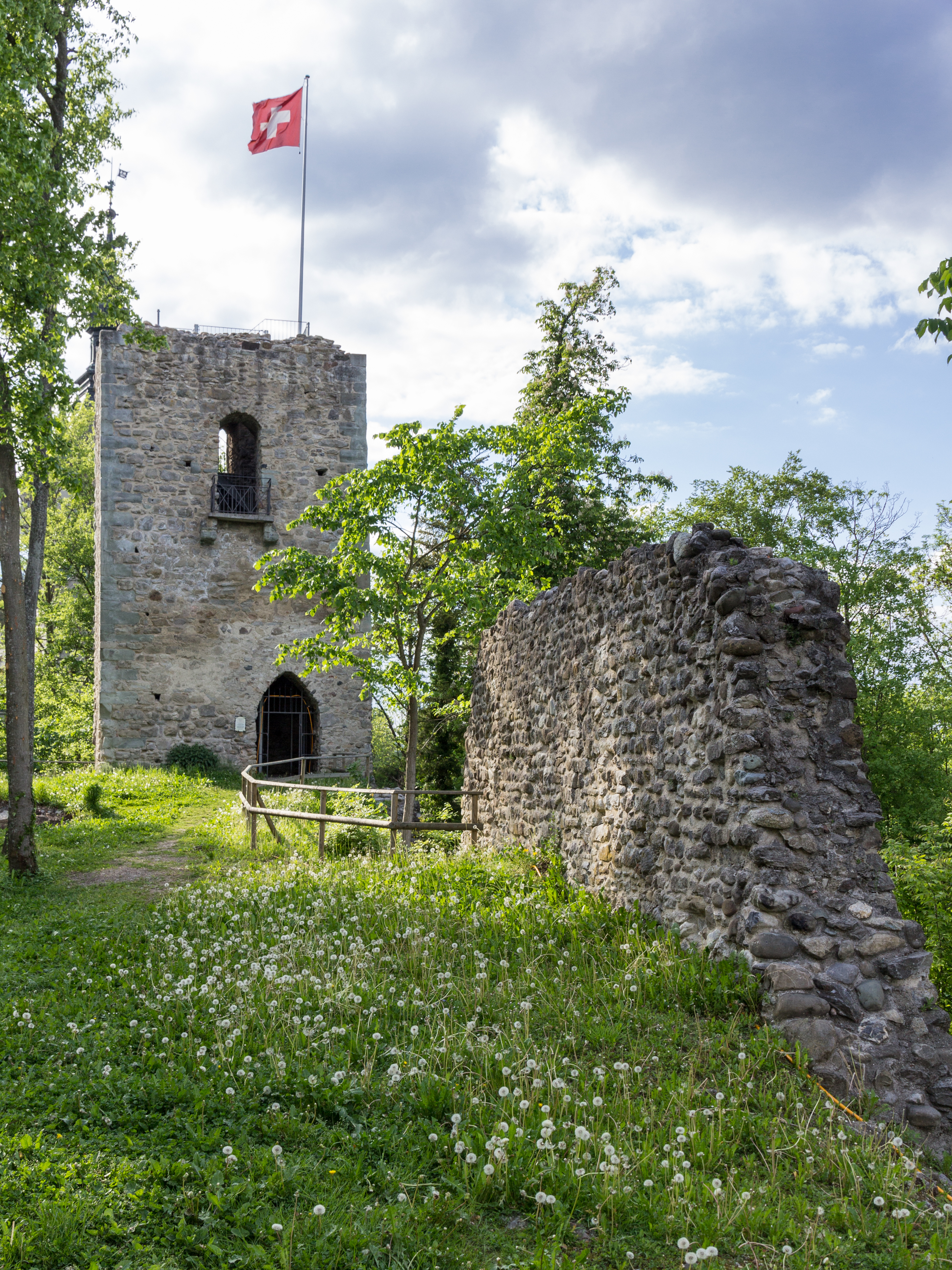
Mauern und Turm
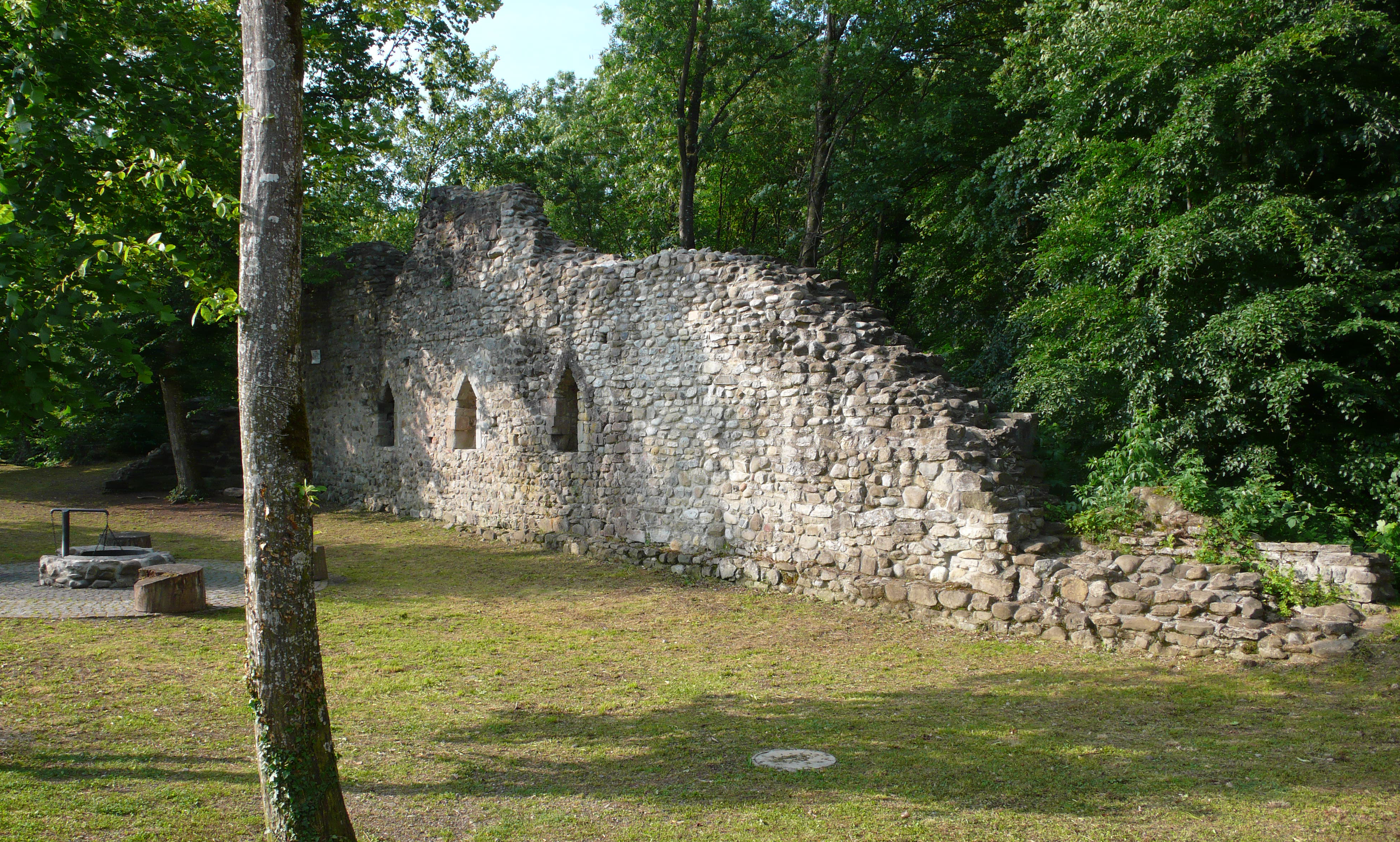
Mauern des Palas